# Jetrin Wattanasin
Jetrin Wattanasin (en idioma tailandés: เจต ริน วรรธนะ สิน; Bangkok, 28 de octubre de 1970), conocido también como J Jetrin, es un actor y cantante tailandés de música pop. Jetrin tuvo su primer acercamiento importante en el negocio de la música, cuando obtuvo una fuerte promoción por la compañía de entretenimiento de Tailandia, GMM Grammy. Desde 1991, ha producido numerosos álbumes de la música como un gran éxito comercial, y continuaba desde entonces varias giras internacionales con el apoyo de sus grabaciones más recientes. Tras la conclusión de su actual gira en los Estados Unidos, disco titulado "El regreso de J Jetrin," habrá completado la gira más extensa en los Estados Unidos por cualquier artista tailandés, con fechas programadas en 12 ciudades de EE. UU., que se extiende desde Hawái hasta el Costa del Este.

## Discografía
- 1991: Jor-Ae-Bor (Thai:  จ เ-ะ บ)
- 1993: 108-1009
- 1995: Choola Choola
- 1996: J-Day
- 1998: J-Fight
- 2001: Ta Lok Nee Mai Mee Puu Ying (Thai:  ถ้าโลกนี้ไม่มีผู้หญิง, English translation:  If This World Had No Women. . .)
- 2007: 7th Heaven
- 2009: Joe + J Jetrin - The Brothers Album